# Nisaba
Nisaba (sumeri: 𒀭𒉀 DNAGA; posteriorment 𒀭𒊺𒉀 DŠE.NAGA), també Nisabal, Ninhursag, Nanibgal o Nídaba (Dnídaba) va ser la deessa sumèria de les canyes i de la fertilitat. En temps d'Assíria, se la considera, a més, com la deessa de l'escriptura, del saber i de l'astrologia. Els seus santuaris eren a Eresh, a Uruk i a Umma.
En diversos mites es diu que formava part del cercle de divinitats que acompanyaven Enlil. Se li coneixen diversos epítets: «dama de la saviesa», «mestra de gran saviesa» i «supervisora insuperable» entre d'altres.
Se la considerava protectora de l'escriptura, de les cançons i de la literatura, i era l'escriba de la deessa Nanshe. En principi era una divinitat agrícola i es creu que amb l'aparició del llenguatge escrit va ser la protectora d'aquest art.